# Diospyros conformis
Espèce
Classification phylogénétique
Statut de conservation UICN

 VU  : Vulnérable
Diospyros conformis est une espèce de plante du genre Diospyros de la famille des Ebenaceae.